# Collinsia holmgreni
Collinsia holmgreni – gatunek pająka z rodziny osnuwikowatych, zamieszkujący północną Holarktykę.

## Opis
Długość ciała samic wynosi od 2 do 2,5 mm, a samców od 1,9 do 2,5 mm. Epigynum samic w formie mniej więcej kwadratowego wyżłobienia. Głowotułów żółtawo-brązowy. Sternum żółte, przechodzące w czarne. Szczękoczułki i odnóża brązowe. Odwłok szaro-czarny. 

## Habitat
Bytuje w mchu i warstwie ściółki.

## Występowanie
Gatunek arktyczny i subarktyczny. Występuje na Alasce, Grenlandii i w północnej Europie, gdzie wykazany został z północnej Rosji, Norwegii, Szwecji, Finlandii, Islandii, Svalbardu, Jan Mayen i Wielkiej Brytanii.